# 노원구 병
서울 노원구 병은 대한민국의 폐지된 국회의원 선거구이다. 당시 서울특별시 노원구의 일부 지역을 관할했다.

## 역사
대한민국 제17대 국회의원 선거부터 신설되었으며, 그 이전에는 노원구 을 지역구의 일부였다.
2004년 2월 9일 국회 정치개혁특별위원회는 선거인구 상하한선을 105,000명에서 315,000명으로 합의했다. 이에 따라 상한선을 초과하는 지역구에 대한 조정도 들어갔는데, 당시 노원구 갑과 노원구 을의 인구수는 2003년 12월 31일 기준으로 각각 317,875명, 313,808명으로 모두 초과하였다. 이 때문에 노원구 전체를 갑·을·병의 선거구로 조정, '노원구 병' 선거구를 신설할 것으로 예측되었다. 이러한 선거구 개편이 적용된 선거법이 2월 말에 국회를 통과하면서, 제17대 총선부터 노원구 병 지역구의 신설이 최종적으로 확정되었다.
2004년 당시 노원구 병은 기존의 노원구 을에 있던 상계동 (6동과 7동 제외)을 분리 독립시키는 방식으로 신설되었다. 노원구 을에는 노원구 갑에 있던 중계동 (본동과 2~3동)을 편입시켜 조정이 이뤄졌다. 이후로는 노원구 병 선거구 내에서 상계3동과 4동이 병합되는 행정구역 조정이 있었다.
대한민국 22대 국회의원 선거를 앞두고 노원구 지역 선거구가 개편되면서 노원구 병 선거구에 포함된 지역들이 모두 노원구 을 선거구에 흡수됨에 따라 폐지되었다.

## 관할 구역
| 대수      | 관할 구역                                                                      |
| --------- | ------------------------------------------------------------------------------ |
| 17대      | 노원구 상계1동, 상계2동, 상계3동, 상계4동, 상계5동, 상계8동, 상계9동, 상계10동 |
| 18대~21대 | 노원구 상계1동, 상계2동, 상계3·4동, 상계5동, 상계8동, 상계9동, 상계10동        |

## 역대 국회의원
| 선거   | 정당 | 정당         | 의원   |
| ------ | ---- | ------------ | ------ |
| 2004년 |      | 열린우리당   | 임채정 |
| 2008년 |      | 한나라당     | 홍정욱 |
| 2012년 |      | 통합진보당   | 노회찬 |
| 2013년 |      | 무소속       | 안철수 |
| 2016년 |      | 국민의당     | 안철수 |
| 2018년 |      | 더불어민주당 | 김성환 |
| 2020년 |      | 더불어민주당 | 김성환 |

## 역대 선거 결과

### 대한민국 제17대 국회의원 선거
|  | 45.21% |

|  | 36.97% |

|  | 9.95% |

|  | 6.83% |

|  | 1.00% |

### 대한민국 제18대 국회의원 선거
|  | 43.10% |

|  | 40.05% |

|  | 16.26% |

|  | 0.58% |

### 대한민국 제19대 국회의원 선거
|  | 57.21% |

|  | 39.62% |

|  | 3.16% |

### 2013년 대한민국 재보궐선거
|  | 60.46% |

|  | 32.78% |

|  | 5.73% |

|  | 0.78% |

|  | 0.22% |

### 대한민국 제20대 국회의원 선거
|  | 52.33% |

|  | 31.32% |

|  | 13.94% |

|  | 1.85% |

|  | 0.28% |

|  | 0.25% |

### 2018년 대한민국 재보궐선거
|  | 56.43% |

|  | 27.23% |

|  | 14.48% |

|  | 1.17% |

|  | 0.67% |

### 대한민국 제21대 국회의원 선거
|  | 53.15% |

|  | 44.36% |

|  | 1.57% |

|  | 0.52% |

|  | 0.38% |

## 같이 보기
- 노원구
- 서울특별시의 선거구